# 金永善
 金永善 （韓語：김영선，1956年11月11日（农历10月9日）—），男，韩国演员。1975年以戏剧演员身份首次出道，1983年通过KBS公开招聘第10期艺人入职，出演了多部电视劇和电影。曾出任韩国广播电影表演艺术人工会的首席副会长。

## 作品

### 电视剧
- 2013年：KBS1《大王之梦》飾演 刘仁轨
- 2009年：KBS2《千秋太后》飾演 韩蔺卿
- 2007年：SBS《王与我》飾演 柳子光
- 2004年：SBS《巴黎恋人》飾演 金昌烈理事
- 2004年：KBS1《不灭的李舜臣》飾演 柳崇仁
- 2003年：KBS1《武人时代》飾演 耶律金山
- 2003年：SBS《王的女人》飾演 金介屎的父亲
- 2001年：SBS《女人天下》飾演 沈貞
- 1996年：KBS1《龍之淚》飾演 恭让王
- 1995年：KBS2《澡堂老板家的男人们》飾演 服务员
- 1993年：KBS2《三国记》
- 1990年：KBS2《我爸爸的全垒打》
- 1987年：KBS1《土地》